# Base d'Es-Semara
La base aérienne militaire d'Es-Semara (code IATA : SMW • code OACI : GMMA/GSMA) est une base aérienne militaire qui se situe aux portes de la ville de Es-Semara, dans la partie du Sahara occidental contrôlée par le Maroc. Il dessert la ville de Es-Semara et sa région.

## Utilisation militaire
En plus des vols militaires, quelques avions civils le desservent. 

## Situation
| Laâyoune Dakhla Semara |

## Compagnies et destinations
| Compagnies      | Destinations          |
| --------------- | --------------------- |
| Royal Air Maroc | Laâyoune - Hassan 1er |

Édité le 23/04/2021